# Dolmøya
Dolmøya est une île grande habitée de la commune de Hitra , en mer de Norvège dans le comté de Trøndelag en Norvège.

## Description
L'île de 14,5 km2 est située dans le Frøyfjorden (en) juste au nord du village de Melandsjøen sur l'île de Hitra. L'île de Dolmøya est plate, marécageuse et compte très peu d'arbres. Elle est également l'emplacement de l'entrée sud du tunnel de Frøya construit en 2000. L'église médiévale de Dolm (Dolm Church (en)) est située sur la rive sud-est de l'île.

## Galerie

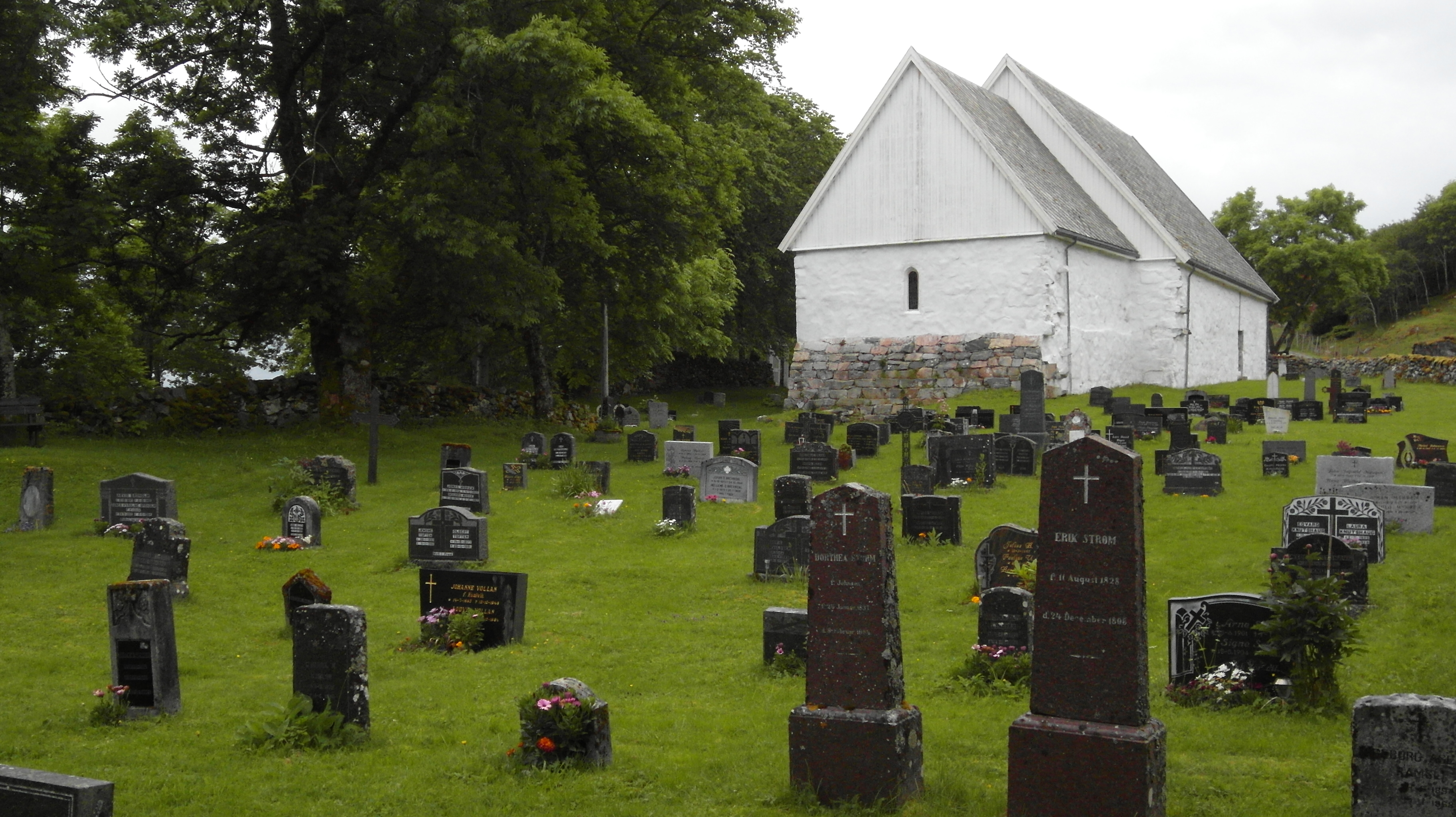
Eglise de Dolmoya